# Ukonkivi
Ukonkivi (que quiere decir en finés: "Piedra Ukko") es un islote rocoso que se encuentra en la isla de Ukon (Ukonsaari) en el lago Inari, parte de la Laponia finlandesa. El nombre de Inari Sami de la isla es Äijih. El área del lago es llamado Ukonselkä. Ukonkivi fue utilizado por el pueblo sami como un lugar de sacrificios sagrados, tal vez en fecha tan reciente como el siglo XIX. El nombre de "Ukko" se refiere al antiguo dios del trueno en la mitología finlandesa.
La isla se eleva a unos 30 metros de altura, 50 metros de anchura y su longitud es de unos 100 metros. La distancia desde el pueblo de Inari a Ukonkivi es de unos 11 kilómetros. Se realizan visitas guiadas al sitio durante el verano desde el puerto de Sami.